# Rio Valdolera
Il Valdolera è un torrente appartenente al bacino idrografico dell'Agogna, scorrente in provincia di Novara.

## Percorso
Il piccolo torrente nasce alle pendici del Monte Cornaggia in comune di Nebbiuno; scorre in direzione N caricandosi delle acque periodiche proveniente dai canaloni laterali al suo corso.
Segna il confine tra Nebbiuno e Armeno, dopodiché si getta in Agogna nel territorio di quest'ultimo comune, dopo aver percorso circa 10 km.

## Caratteristiche
Grazie all'ottima qualità delle acque, la sua portata è quasi tutta incanalata dalle tubazioni SNAM, che servono per dare acqua all'acquedotto di Armeno. Inoltre è possibile bagnarsi nelle sue belle buche che il corso d'acqua forma lungo tutto il suo camminino.

### Regime idrologico
Il regime idrologico del Valdolera è di tipo pluviale; in estate l'acqua che fluisce viene incanalata nelle suddette tubazioni SNAM, le quali, mutano considerevolmente il regime idraulico delle acque a valle.

## LaValdolera
La valle laterale alla Val d'Agogna (dove il rio scorre) prende il nome di Valdolera e comprende numerosi alpeggi e cascinali dove ancora si produce la Toma del Mottarone.